# 中华人民共和国工业和信息化部无线电管理局
中华人民共和国工业和信息化部无线电管理局，简称无管局，加挂国家无线电办公室牌子，是中华人民共和国工业和信息化部内设机构之一。

## 职责
机构的主要职责为编制无线电频谱规划；负责无线电频率的划分、分配与指配；依法监督管理无线电台（站）；负责卫星轨道位置协调和管理；协调处理军地间无线电管理相关事宜；负责无线电监测、检测、干扰查处，协调处理电磁干扰事宜，维护空中电波秩序；依法组织实施无线电管制；负责涉外无线电管理工作。